# Liga ACT femenina 2012
La Liga ACT femenina 2012 (conocida como Liga Euskotren 2012 por motivos de patrocinio) fue la cuarta edición de la competición femenina de traineras organizada por la Asociación de Clubes de Traineras (ACT). Compitieron 4 equipos encuadrados en un único grupo. La temporada comenzó el 8 de julio en Portugalete (Vizcaya) y terminó el 19 de agosto en Zarauz (Guipúzcoa).

## Sistema de competición
En esta temporada se modificó el formado de la competición acordándose que participara la trainera ganadora de la edición anterior de la liga acompañada de las 3 mejores tripulaciones después de disputar las dos primeras regatas de la temporada.
De esta manera, la competición constó de dos tipos de regatas:
- Clasificatorias: todas las traineras inscritas participaron en las dos primeras regatas, clasificándose para la Liga ACT femenina Getaria-Tolosa, como ganadora de la edición anterior, y las tres mejores clasificadas.
- Temporada regular: compuesta por seis regatas en las que solo participaron los 4 clubes clasificados.

Los puntos obtenidos en las regatas clasificatorias computaron a efectos de la clasificación final de la liga.

## Calendario
Las siguientes regatas se disputaron en 2012.

### Clasificatorias
| Orden | Regata                | Fecha      | Hora  | Localidad   | Provincia |
| ----- | --------------------- | ---------- | ----- | ----------- | --------- |
| 1     | Bandera Kutxabank     | 7 de julio | 18:00 | Portugalete | Vizcaya   |
| 2     | I Bandera Eusko Label | 8 de julio | 12:00 | Zarauz      | Guipúzcoa |

### Temporada regular
Se mantiene numeración correlativa incluyendo las regatas clasificatorias.
| Orden | Regata                                        | Fecha        | Hora  | Localidad            | Provincia |
| ----- | --------------------------------------------- | ------------ | ----- | -------------------- | --------- |
| 3     | Bandera Ribamontán al Mar-Gran Premio Dynasol | 21 de julio  | 18:00 | Ribamontán al Mar    | Cantabria |
| 4     | I Bandera Euskotren                           | 22 de julio  | 12:00 | Pasajes de San Pedro | Guipúzcoa |
| 5     | IV Bandera de Guecho                          | 29 de julio  | 12:00 | Guecho               | Vizcaya   |
| 6     | III Bandera El Diario Vasco                   | 12 de agosto | 12:00 | Zumaya               | Guipúzcoa |
| 7     | IV Bandera de Zarauz (1ª jornada)             | 18 de agosto | 18:00 | Zarauz               | Guipúzcoa |
| 8     | IV Bandera de Zarauz (2ª jornada)             | 19 de agosto | 12:00 | Zarauz               | Guipúzcoa |

## Traineras participantes

### Clasificatorias

#### Puntuaciones
Los puntos se reparten entre las siete participantes en cada regata.
| Posición | 1.ª | 2.ª | 3.ª | 4.º | 5.º | 6.º | 7.º |
| Puntos   | 7   | 6   | 5   | 4   | 3   | 2   | 1   |

#### Resultados por regata
| Pos. | Club                            | Trainera         | 1 KUT | 2 LAB | Puntos |
| ---- | ------------------------------- | ---------------- | ----- | ----- | ------ |
| 1    | Zumaia-Salegi Jatetxea          | Telmo Deun       | 1     | 3     | 12     |
| 2    | Getaria-Tolosa                  | Esperantza       | 2     | 2     | 12     |
| 3    | Rianxeira-Mecalia               | Galicia          | 4     | 1     | 12     |
| 4    | San Juan-Iberdrola              | Batelerak        | 3     | 4     | 9      |
| 5    | Orio-Orialki                    | Txiki            | 5     | 5     | 6      |
| 6    | Hibaika-Jamones Ancin           | Madalen          | 6     | 6     | 4      |
| 7    | Fuenterrabía-Bertako Igogailuak | Ama Guadalupekoa | 7     | 7     | 2      |

| Color  | Resultado |
| ------ | --------- |
| Oro    | Ganador   |
| Plata  | Segundo   |
| Bronce | Tercero   |
| Verde  | Puntuó    |

### Clubes clasificados
| Equipo                 | Nombre de la trainera | Patrona                         | Localidad           | Provincia |
| ---------------------- | --------------------- | ------------------------------- | ------------------- | --------- |
| Rianxeira-Mecalia      | Galicia               | María Gil                       | -                   | Galicia   |
| Zumaia-Salegi Jatetxea | Telmo Deun            | Nagore Osoro                    | Zumaya              | Guipúzcoa |
| Getaria-Tolosa         | Esperantza            | Argia Balenziaga, Olatz Aldalur | Guetaria            | Guipúzcoa |
| San Juan-Iberdrola     | Batelerak             | Inder Paredes                   | Pasajes de San Juan | Guipúzcoa |

Los clubes participantes están ordenados geográficamente, de oeste a este.

### Equipos clasificados por provincia
| Provincia | N. | Equipos                                                    |
| --------- | -- | ---------------------------------------------------------- |
| Guipúzcoa | 3  | Zumaia-Salegi Jatetxea, Getaria-Tolosa, San Juan-Iberdrola |
| Galicia   | 1  | Rianxeira-Mecalia                                          |

### Clubes no clasificados
| Equipo                          | Nombre de la trainera | Patrona           | Localidad    | Provincia |
| ------------------------------- | --------------------- | ----------------- | ------------ | --------- |
| Orio-Orialki                    | Txiki                 | Nadeth Agirre     | Orio         | Guipúzcoa |
| Hibaika-Jamones Ancin           | Madalen               | Aiala Uribelarrea | Hernani      | Guipúzcoa |
| Fuenterrabía-Bertako Igogailuak | Ama Guadalupekoa      | Zuriñe Alberdi    | Fuenterrabía | Guipúzcoa |

Los clubes participantes están ordenados geográficamente, de oeste a este.

## Clasificación
A continuación se recoge la clasificación en cada una de las regatas disputadas.

### Temporada regular

#### Puntuaciones
Los puntos se reparten entre las cuatro participantes en cada regata.
| Posición | 1.ª | 2.ª | 3.ª | 4.ª |
| Puntos   | 4   | 3   | 2   | 1   |

#### Resultados por regata
Se incluyen los resultados de las regatas clasificatorias para mayor claridad ya que se computan los puntos obtenidos en dichas regatas pero aplicando la tabla de puntuaciones de la temporada regular, esto es, un máximo de 4 puntos por regata.
| Pos. | Club                   | Trainera   | 1 KUT | 2 LAB | 3 RIB | 4 TRE | 5 GUE | 6 DIA | 7 ZA1 | 8 ZA2 | Puntos |
| ---- | ---------------------- | ---------- | ----- | ----- | ----- | ----- | ----- | ----- | ----- | ----- | ------ |
| 1    | Zumaia-Salegi Jatetxea | Telmo Deun | 1     | 3     | 2     | 1     | 1     | 2     | 1     | 2     | 27     |
| 2    | Rianxeira-Mecalia      | Galicia    | 4     | 1     | 1     | 2     | 2     | 1     | 2     | 1     | 26     |
| 3    | Getaria-Tolosa         | Esperantza | 2     | 2     | 3     | 4     | 3     | 4     | 3     | 4     | 15     |
| 4    | San Juan-Iberdrola     | Batelerak  | 3     | 4     | 4     | 3     | 4     | 3     | 4     | 3     | 12     |

#### Palmarés
| Pos. | Club                   | Victorias | Segundos | Terceros | Puntos |
| ---- | ---------------------- | --------- | -------- | -------- | ------ |
| 1    | Zumaia-Salegi Jatetxea | 4         | 3        | 1        | 27     |
| 2    | Rianxeira-Mecalia      | 4         | 3        | -        | 26     |
| 3    | Getaria-Tolosa         |           | 2        | 3        | 15     |
| 4    | San Juan-Iberdrola     | -         | -        | 4        | 12     |